# Anahuac
För andra betydelser, se Anahuac (olika betydelser).

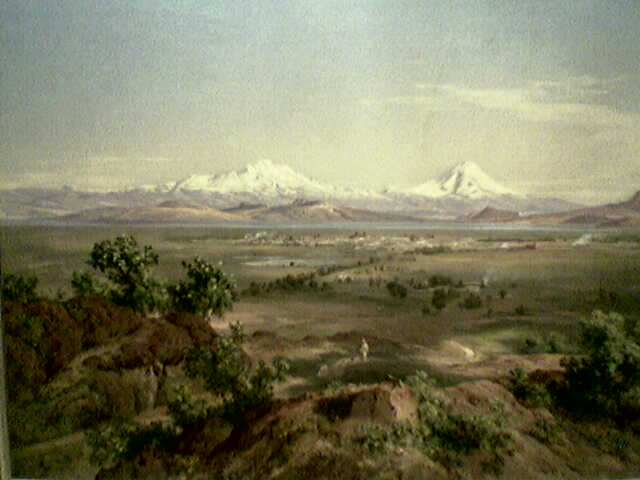
En målning föreställande Valle de México, från 1800-talet.

Anahuac (aztekiska "i vattnets närhet"), ursprungliga namnet på det forna kungariket Mexiko. Anahuacs platå är numera namnet på den södra och högsta delen av den mexikanska högslätten, Valle de México (Mexikodalen), vid Mexiko med en höjd av 2 266 meter, vid Toluca 2 625 meter.